# Camelocerambyx semiruber
Camelocerambyx semiruber là một loài bọ cánh cứng trong họ Cerambycidae.